# Liste der Straßen und Plätze in Altstadt I (Dresden)

Lage der Gemarkung Altstadt I in Dresden

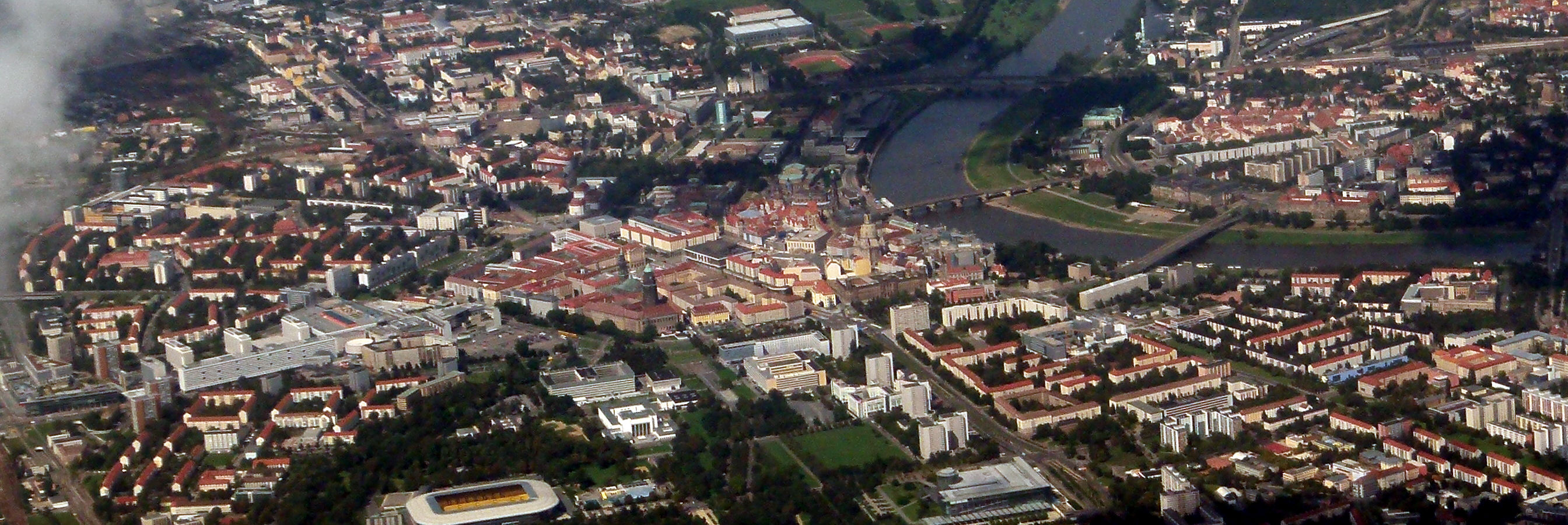
Blick auf die links der Elbe gelegene Gemarkung Altstadt I vom Flugzeug

Die Liste der Straßen und Plätze in Altstadt I beschreibt das Straßensystem in der Dresdner Gemarkung Altstadt I mit den entsprechenden historischen Bezügen. Kulturdenkmale in der Gemarkung Altstadt I sind in der Liste der Kulturdenkmale in Altstadt I aufgeführt.
In der Gemarkung Altstadt I liegen die Stadtteile Innere Altstadt, (nördliche) Pirnaische Vorstadt, Seevorstadt und (innere) Wilsdruffer Vorstadt. Diese umgibt der 26er Ring, zudem treffen dort mehrere Bundesstraßen zusammen. Eine zentrale Rolle kommt dabei der Nord-Süd-Achse in Form der St. Petersburger Straße (Bundesstraße 170) zu, von der am Georgplatz die Bürgerwiese abzweigt. Im Nordwesten der Gemarkung trifft zudem die Bundesstraße 173 auf die Bundesstraße 6, die im Zuge der Marienbrücke die Elbe überquert. Weitere von Altstadt I ausgehende Elbquerungen sind die Augustusbrücke und die Carolabrücke. Die östlichste und oberste innenstädtische Elbbrücke, die Albertbrücke, beginnt dagegen in Altstadt II.
Insgesamt gibt es in Altstadt I derzeit (Stand: März 2013) 132 benannte Straßen und 26 benannte Plätze, die in der folgenden Liste aufgeführt sind.

## Legende
Die nachfolgende Tabelle gibt eine Übersicht über die vorhandenen Straßen und Plätze im Ortsteil sowie einige dazugehörige Informationen. Im Einzelnen sind dies:
- Name/Lage: Aktuelle Bezeichnung der Straße oder des Platzes sowie unter ‚Lage‘ ein Koordinatenlink, über den die Straße oder der Platz auf verschiedenen Kartendiensten angezeigt werden kann. Die Geoposition gibt dabei ungefähr die Mitte der Straße an.
- Länge/Maße in Metern: Die in der Übersicht enthaltenen Längenangaben sind nach mathematischen Regeln auf- oder abgerundete Übersichtswerte, die in Google Earth mit dem dortigen Maßstab ermittelt wurden. Sie dienen eher Vergleichszwecken und werden, sofern amtliche Werte bekannt sind, ausgetauscht und gesondert gekennzeichnet. Bei Plätzen sind die Maße in der Form a × b dargestellt. Der Zusatz ‚im Stadtteil‘ bzw. ‚im Ortsteil‘ gibt an, wie lang die Straße innerhalb des Stadt-/Ortsteils ist, sofern sie durch mehrere Stadt-/Ortsteile verläuft.
- Namensherkunft: Ursprung oder Bezug des Namens.
- Jahr der Benennung: Zeitpunkt, zu dem die Straße ihren heute gültigen Namen erhielt (sofern bekannt).
- Anmerkungen: Weitere Informationen bezüglich anliegender Institutionen, der Geschichte der Straße, historischer Bezeichnungen, Baudenkmalen usw.
- Bild: Foto der Straße.

## Straßenverzeichnis
| Name/Lage                        | Länge/Maße | Namensherkunft | Jahr der Benennung | Anmerkungen | Bild             |
| -------------------------------- | ---------- | --- | ------------------ | --- | ---------------- |
| Akademiestraße Lage              |            | Chirurgisch-Medicinische Akademie, frühe medizinische Ausbildungsstätte in Dresden                                                        | 1829               | Die Chirurgisch-Medicinische Akademie, Vorläufer der Medizinischen Akademie und der Dresdner Uniklinik, war von 1814 bis 1864 im Kurländer Palais untergebracht. Zur nahen, erst 1894 errichteten Kunstakademie Dresden gibt es keinen Bezug. | weitere Bilder   |
| Alfred-Althus-Straße Lage        |            | Alfred Althus (1888–1943), Dresdner antifaschistischer Widerstandskämpfer                                                                 |                    | Die Alfred-Althus-Straße verbindet Wettiner und Freiberger Platz und hieß vor dem Zweiten Weltkrieg Stiftstraße. | weitere Bilder   |
| Altmarkt Lage                    |            | Alter Marktplatz |                    | Der Altmarkt entstand als beinahe quadratischer Platz im Zentrum der mittelalterlichen deutschen Stadt und wurde 1370 als „circulus“, 1400 als „Margt“, 1410 als „Ring“ sowie 1452 als „forum“ erwähnt. Den Zusatz „Alt-“ (ursprünglich „Der Alte Markt“) führt er seit der Anlage des Neumarktes in der Mitte des 16. Jahrhunderts. | weitere Bilder   |
| Am Hauptbahnhof Lage             |            | Lage am Dresdner Hauptbahnhof, dem größten Personenbahnhof Dresdens, eröffnet 1898                                                        |                    | Die Straße Am Hauptbahnhof ist Teil der Bundesstraße 170. Südlich schließt sich die Fritz-Löffler-, nördlich die St. Petersburger Straße an. | weitere Bilder   |
| Ammonstraße Lage                 |            | Christoph Friedrich von Ammon (1766–1850), Oberhofprediger in Dresden                                                                     | 1855               | Die Ammonstraße ist abschnittsweise Teil der Bundesstraße 173 und Teil des 26er Rings. Südöstlich schließt sich der Tunnel Wiener Platz an, nördlich die Könneritzstraße. Ammon hatte an dieser Straße seinen Sommerwohnsitz. | weitere Bilder   |
| Am Queckbrunnen Lage             |            | Lage am Queckbrunnen, einem der ältesten Brunnen Dresdens, 1461 erstmals urkundlich erwähnt                                               |                    | | weitere Bilder   |
| Am Schießhaus Lage               |            | Lage am Schießhaus, 1767 im Barockstil als Vereinshaus der Scheibenschützen gebaut                                                        | 1830               | | weitere Bilder   |
| Am See Lage                      |            | Lage am Neuen See, einem mittlerweile längst trockengelegten Gewässer                                                                     |                    | Der Neue Teich/See, auch Unterer See, war einer der beiden Namensgeber von Seestraße, Seetor und Seevorstadt. Er erstreckte sich zwischen den heutigen Straßen Am See und Wallstraße vom Post- bis zum Dippoldiswalder Platz. | weitere Bilder   |
| Am Zwingerteich Lage             |            | Lage am Zwingerteich, einem Gewässer der Zwingeranlage                                                                                    |                    | Die Straße Am Zwingerteich ist Teil des Rings um die Innere Altstadt. | weitere Bilder   |
| An der Frauenkirche Lage         |            | Lage an der Frauenkirche, einer barocken lutherischen Kirche, 1743 fertiggestellt, nach Zerstörung 1945 von 1994 bis 2005 wiederaufgebaut |                    | | weitere Bilder   |
| An der Herzogin Garten Lage      |            | Lage an Der Herzogin Garten, einer historischen Gartenanlage                                                                              | 1840               | | weitere Bilder   |
| An der Kreuzkirche Lage          |            | Lage an der Kreuzkirche, der evangelischen Hauptkirche Dresdens                                                                           |                    | | weitere Bilder   |
| An der Mauer Lage                |            | Lage an der Dresdner Stadtmauer |                    | | weitere Bilder   |
| Annenstraße Lage                 |            | Kurfürstin Anna (1532–1585), Gemahlin des Kurfürsten August von Sachsen                                                                   | 1858               | Benannt auf Grund der Lage an der nach der Kurfürstin benannten Annenkirche. | weitere Bilder   |
| Antonsplatz Lage                 |            | Anton der Gütige (1755–1836), König von Sachsen                                                                                           | 1828               | Der nach der Trümmerberäumung unbebaute Platz wurde von 2015 bis 2019 wieder weitgehend überbaut. | weitere Bilder   |
| Augustusbrücke Lage              |            | August der Starke (1670–1733), Kurfürst von Sachsen seit 1694, König von Polen seit 1697                                                  |                    | Die Augustusbrücke bzw. ihre Vorläufer sind der älteste und bis ins 19. Jahrhundert einzige feste Elbübergang Dresdens. Sie verbindet den Schloßplatz und den Neustädter Markt. | weitere Bilder   |
| Augustusstraße Lage              |            | August der Starke (1670–1733), Kurfürst von Sachsen seit 1694, König von Polen seit 1697                                                  |                    | | weitere Bilder   |
| Bernhard-von-Lindenau-Platz Lage |            | Bernhard von Lindenau (1779–1854), Jurist und Gelehrter, sächsischer Staatsminister, Ehrenbürger von Dresden                              |                    | | weitere Bilder   |
| Blochmannstraße Lage             |            | Rudolf Sigismund Blochmann (1784–1871), Ingenieur, Schöpfer der Gasbeleuchtung in Dresden                                                 | 1874               | | weitere Bilder   |
| Blüherstraße Lage                |            | Bernhard Blüher (1864–1938), Dresdner Oberbürgermeister 1915–1931                                                                         | 1931               | Lage am Blüherpark | weitere Bilder   |
| Breslauer Straße Lage            |            | Breslau, polnische Partnerstadt Dresdens seit 1959                                                                                        |                    | | Breslauer Straße |
| Brühlsche Gasse Lage             |            | Palais Brühl, errichtet ab 1737, abgetragen 1900                                                                                          | 1882               | | weitere Bilder   |
| Brühlscher Garten Lage           |            | Lage am Brühlschen Garten, einer teils erhaltenen historischen Gartenanlage                                                               |                    | |                  |
| Brühlsche Terrasse Lage          |            | Heinrich von Brühl (1700–1763), Premierminister von 1746 bis 1763                                                                         |                    | | weitere Bilder   |
| Budapester Straße Lage           |            | Budapest, Hauptstadt Ungarns |                    | Die Budapester Straße ist abschnittsweise Teil der Bundesstraße 173 und verläuft teils auf der Brücke Budapester Straße. | weitere Bilder   |
| Bürgerwiese Lage                 |            | Lage an der Bürgerwiese, der ältesten Grünanlage Dresdens                                                                                 |                    | An ihrem nördlichen Ende trifft die Bürgerweise am Georgplatz auf die Bundesstraße 170, südlich schließt sich die Parkstraße an. | weitere Bilder   |
| Carolabrücke Lage                |            | Königin Carola (1833–1907), Gemahlin des Königs Albert von Sachsen                                                                        |                    | Die Carolabrücke ist die meistbefahrene innenstädtische Elbbrücke und Teil der Bundesstraße 170. Sie verbindet den Rathenau- mit dem Carolaplatz. | weitere Bilder   |
| Chiaverigasse Lage               |            | Gaetano Chiaveri (1689–1770), italienischer Architekt in Dresden                                                                          | 2007               | | weitere Bilder   |
| Devrientstraße Lage              |            | Emil Devrient (1803–1872), Schauspieler am Hoftheater Dresden                                                                             | 1898               | Die Devrientstraße ist abschnittsweise Teil der Bundesstraße 6. | weitere Bilder   |
| Dippoldiswalder Platz Lage       |            | Dippoldiswalde, Stadt bei Dresden | 1830               | | weitere Bilder   |
| Dr.-Külz-Ring Lage               |            | Wilhelm Külz (1875–1948), Dresdner Oberbürgermeister 1931–1933                                                                            |                    | Der Dr.-Külz-Ring ist mit der entgegengesetzt führenden Waisenhausstraße Teil des Rings um die Innere Altstadt. | weitere Bilder   |
| Dürerstraße Lage                 |            | Albrecht Dürer (1471–1528), Maler, Zeichner und Kupferstecher                                                                             | 1873               | | weitere Bilder   |
| Ehrlichstraße Lage               |            | Johann Georg Ehrlich (1676–1743), Kaufmann, Ratsherr in Dresden und Stifter                                                               | 1873               | | weitere Bilder   |
| Falkenstraße Lage                |            | Falkenhof, 1606–1720 Sitz der kurfürstlichen Falknerei                                                                                    | 1856               | | weitere Bilder   |
| Feldgasse Lage                   |            | Feld am Rande der Seevorstadt |                    | | weitere Bilder   |
| Ferdinandplatz Lage              |            | Ferdinand IV. (1835–1908), Großherzog der Toskana, Gemahl der Prinzessin Anna von Sachsen                                                 | 1861               | | weitere Bilder   |
| Ferdinandstraße Lage             |            | Ferdinand IV. (1835–1908), Großherzog der Toskana, Gemahl der Prinzessin Anna von Sachsen                                                 | 1856               | | weitere Bilder   |
| Frauenstraße Lage                |            | Frauenkirche, barocke lutherische Kirche, 1743 fertiggestellt, nach Zerstörung 1945 von 1994 bis 2005 wiederaufgebaut                     | 1862               | | weitere Bilder   |
| Freiberger Platz Lage            |            | Freiberg, Stadt in Sachsen |                    | | weitere Bilder   |
| Freiberger Straße Lage           |            | Freiberg, Stadt in Sachsen |                    | | weitere Bilder   |
| Friesengasse Lage                | 40         | Franz Gemachreich, genannt Friese, kurfürstlicher Fourier, Erbauer der ersten Häuser auf diesem Areal                                     | 16. Jahrhundert    | Die Friesengasse lag anfangs zwischen der Landhausstraße zur Moritzstraße. Mit der Verbreiterung der König-Johann-Straße im Zuge des Wiederaufbaus zur Ernst-Thälmann-Straße verblieb eine Sackgasse von der Landhausstraße die in einem quadratischen Platz (15 × 15 m²) am ungarischen Restaurant „Szeged“ mündete. Mit der Neugestaltung um den Neumarkt entstand das Neubau-Eckhaus an der Landhausstraße. Durch ihre Lage ergibt sich der Knick im Häuserblock am Haus Wilsdruffer Straße 4 (Szegedhaus). Im Adressbuch 1840 ist die Friesengasse (Altst.) mit den Wohnhäusern 1–8 aufgenommen. Daneben bestand die Nebengasse der „Pirnaischen Gasse“. Sie trug den Namen Landhausgäßchen, an deren Ostseite der Westflügel des Ständehauses und gegenüber ein fünfgeschossiges Wohngebäude Landhausgäßchen 1. | weitere Bilder   |
| Galeriestraße Lage               |            | Dresdner Gemäldegalerie, eine der weltweit renommiertesten Gemäldesammlungen                                                              | 1862               | Zuvor Windische Gasse. Die Gemäldegalerie war von 1747 bis 1855 im nahen Johanneum (heutiges Verkehrsmuseum Dresden) untergebracht. | weitere Bilder   |
| Georgplatz Lage                  |            | Georg (1832–1904), König von Sachsen 1902–1904                                                                                            | 1871               | Am Georgplatz trifft die Bürgerwiese (ehemalige Bundesstraße 172) auf die Bundesstraße 170. | weitere Bilder   |
| Georg-Treu-Platz Lage            |            | Georg Treu (1843–1921), erster Direktor der Skulpturensammlung des Albertinums                                                            |                    | | weitere Bilder   |
| Gewandhausstraße Lage            |            | Gewandhaus, altes Lagerhaus der Dresdner Tuchmacher, seit 1967 Hotel                                                                      | 1840               | | weitere Bilder   |
| Große Plauensche Straße Lage     |            | Plauen, 1903 eingemeindeter Stadtteil von Dresden                                                                                         |                    | Infolge der geänderten städtebaulichen Neubebauung zu DDR-Zeiten nach den Zerstörungen des Zweiten Weltkrieges ist die Straße heute deutlich kürzer. Der Plauensche Platz als ihr ehemaliges Ende sowie die einstmals parallele Kleine Plauensche Gasse sind überbaut. | weitere Bilder   |
| Grunaer Straße Lage              |            | Gruna, 1901 eingemeindeter Stadtteil von Dresden                                                                                          | 1864               | | weitere Bilder   |
| Grüne Straße Lage                |            | Grüne Laubfarbe der Bäume in den Gärten anliegender Häuser                                                                                | 1867               | | weitere Bilder   |
| Güntzplatz Lage                  |            | Justus Friedrich Güntz (1801–1875), Herausgeber des Dresdner Anzeigers und Stifter                                                        | 1881               | | weitere Bilder   |
| Güntzstraße Lage                 |            | Justus Friedrich Güntz (1801–1875), Herausgeber des Dresdner Anzeigers und Stifter                                                        |                    | Die Güntzstraße ist Teil des 26er Rings. Nördlich schließt sich die Sachsenallee, südlich die Lennéstraße an. | weitere Bilder   |
| Güterbahnhofstraße Lage          |            | Güterbahnhof Dresden-Altstadt, zentraler Güterbahnhof Dresdens                                                                            | 1870               | | weitere Bilder   |
| Hans-Dankner-Straße Lage         |            | Hans Dankner (1908–1945 im KZ Dachau), Dresdner antifaschistischer Widerstandskämpfer                                                     |                    | | weitere Bilder   |
| Hasenberg Lage                   |            | Bastion Hasenberg, eine Verteidigungsanlage der Dresdner Festung                                                                          |                    | | weitere Bilder   |
| Helmut-Schön-Allee Lage          |            | Helmut Schön (1915–1996), Dresdner Fußballspieler, Bundestrainer 1964–1978, Weltmeister 1974                                              | 2010               | Diese nordwestliche Verlängerung der Hauptallee außerhalb des Großen Gartens vorbei am Dynamo-Fußballstadion zum Deutschen Hygiene-Museum trug zuvor ebenfalls den Namen Hauptallee. | weitere Bilder   |
| Herbert-Wehner-Platz Lage        |            | Herbert Wehner (1906–1990), deutscher Politiker, Vorsitzender der SPD-Bundestagsfraktion (1969–1983)                                      | 2001               | | weitere Bilder   |
| Hertha-Lindner-Straße Lage       |            | Herta Lindner (1920–1943), Dresdner antifaschistische Widerstandskämpferin                                                                |                    | | weitere Bilder   |
| Jahnstraße Lage                  |            | Friedrich Ludwig Jahn (1778–1852), Begründer der deutschen Turnbewegung                                                                   | 1894               | | weitere Bilder   |
| Jakobsgasse Lage                 |            | Jacobshospital, eines der drei großen Hospitäler im alten Dresden                                                                         | 1845               | | weitere Bilder   |
| Josephinenstraße Lage            |            | Kurfürstin Maria Josepha (1699–1757), Gemahlin des Kurfürsten Friedrich August II. von Sachsen                                            | 1865               | | weitere Bilder   |
| Jüdenhof Lage                    |            | Jüdenhof, von 1268 bis 1411 Dresdner Synagoge                                                                                             |                    | | weitere Bilder   |
| Kanzleigäßchen Lage              |            | Kanzleihaus, ältester Verwaltungsbau Dresdens, 1567 fertiggestellt, 1945 zerstört, 1998 wiederaufgebaut                                   |                    | | weitere Bilder   |
| Kleine Brüdergasse Lage          |            | Barfüßerbrüder aus dem Dresdner Franziskanerkloster, 1272 erstmals erwähnt, infolge der Reformation säkularisiert                         |                    | Die ehemalige Parallelstraße Große Brüdergasse ist durch Überbauung in den 1960er Jahren nicht mehr vorhanden. | weitere Bilder   |
| Kleine Kirchgasse Lage           |            | Kreuzkirche, evangelische Hauptkirche Dresdens                                                                                            |                    | | weitere Bilder   |
| Kleine Packhofstraße Lage        |            | Packhof, Dresdner Warenlager und Zollstelle                                                                                               | 1840               | | weitere Bilder   |
| Könneritzstraße Lage             |            | Leonce von Könneritz (1835–1890), sächsischer Finanzminister, Förderer des Eisenbahnwesens                                                | 1894               | Die Könneritzstraße ist Teil des 26er Rings und abschnittsweise Teil der Bundesstraße 6 sowie der Bundesstraße 173. Nordöstlich schließt sich die Marienbrücke an, südlich die Ammonstraße. | weitere Bilder   |
| Kramergasse Lage                 |            | Kramer, ein Händler |                    | | weitere Bilder   |
| Kreuzstraße Lage                 |            | Kreuzkirche, evangelische Hauptkirche Dresdens                                                                                            | 1862               | | weitere Bilder   |
| Landhausstraße Lage              |            | Landhaus, Tagungsort der sächsischen Landstände von 1776 bis 1909                                                                         | 1859               | | weitere Bilder   |
| Laurinstraße Lage                |            | Caroline Amalie Laurin (1798–1881), Wohltäterin und Stifterin in Dresden                                                                  | 1898               | | weitere Bilder   |
| Liliengasse Lage                 |            | Gasthof zu den drei Lilien | 1840               | | weitere Bilder   |
| Lindengasse Lage                 |            | Linden im Garten des Palais Moszinska | 1840               | | weitere Bilder   |
| Lingnerallee Lage                |            | Karl August Lingner (1861–1916), Industrieller, Hygieniker und Stifter, Ehrenbürger der Stadt                                             |                    | | weitere Bilder   |
| Lingnerplatz Lage                |            | Karl August Lingner (1861–1916), Industrieller, Hygieniker und Stifter, Ehrenbürger der Stadt                                             |                    | | weitere Bilder   |
| Lothringer Straße Lage           |            | Lothringen, Region im Nordosten Frankreichs                                                                                               | 1880               | Die Straße erhielt ihren Namen zur Erinnerung an die Erfolge des Deutschen Heeres in Lothringen während des Deutsch-Französischen Krieges 1870/71. | weitere Bilder   |
| Malergäßchen Lage                |            | Malersaal, Fachwerkhaus, 1739 gebaut, 1902 abgebrochen                                                                                    |                    | | weitere Bilder   |
| Marienbrücke Lage                |            | Kronprinzessin Maria Anna (1843–1884), Gemahlin des sächsischen Kronprinzen und späteren Königs Georg                                     | 1852               | Die Marienbrücke ist die unterste der vier innenstädtischen Elbbrücken. Sie ist Teil der Bundesstraße 6. Südöstlich schließt sich die Könneritzstraße an, nordöstlich die Antonstraße. | weitere Bilder   |
| Marienstraße Lage                |            | Königin Maria Anna (1805–1877), Gemahlin des Königs Friedrich August II. von Sachsen                                                      | 1835               | Die Marienstraße ist Teil des Rings um die Innere Altstadt. | weitere Bilder   |
| Mary-Wigman-Straße Lage          |            | Mary Wigman (1886–1973), Dresdner Tänzerin und Tanzpädagogin                                                                              | 1991               | südlicher Abschnitt der früheren Beuststraße, 1962–1991 Anton-Saefkow-Straße | weitere Bilder   |
| Maternistraße Lage               |            | Maternihospital, eines der drei großen Hospitäler im alten Dresden                                                                        | 1861               | | weitere Bilder   |
| Mathildenstraße Lage             |            | Prinzessin Mathilde (1863–1933), Schwester des Königs Friedrich August III. von Sachsen                                                   | 1863               | | weitere Bilder   |
| Maxstraße Lage                   |            | Prinz-Max-Palais, Dresdner Palais, 1742 erbaut, 1890 abgerissen                                                                           | 1877               | | weitere Bilder   |
| Moritzgasse Lage                 |            | Moritz (1521–1553), Kurfürst von Sachsen 1547–1553                                                                                        |                    | | weitere Bilder   |
| Mosczinskystraße Lage            |            | Mosczinsky-Palais, barockes Palais, bis 1744 errichtet, 1871 abgerissen                                                                   | 1849               | | weitere Bilder   |
| Münzgasse Lage                   |            | Münzstätte Dresden, 1556 bis 1887 kurfürstlich bzw. königlich sächsische Prägeanstalt                                                     | 1849               | | weitere Bilder   |
| Neue Terrasse Lage               |            | Jüngere Fortsetzung der Brühlschen Terrasse                                                                                               |                    | | weitere Bilder   |
| Neumarkt Lage                    |            | Neuer Marktplatz | 1552               | | weitere Bilder   |
| Ostra-Allee Lage                 |            | Ostra, ehemaliges Dorf, später Vorwerk im Stadtteil Friedrichstadt                                                                        |                    | Die Ostra-Allee ist abschnittsweise Teil des Rings um die Innere Altstadt. | weitere Bilder   |
| Ostra-Ufer Lage                  |            | Kleines Ostragehege, eine frühere Obstplantage                                                                                            | 1900               | Das Ostra-Ufer ist abschnittsweise Teil der Bundesstraße 6. | weitere Bilder   |
| Palmstraße Lage                  |            | Gasthaus zum Palmbaum | 1850               | | weitere Bilder   |
| Pestalozzistraße Lage            |            | Johann Heinrich Pestalozzi (1746–1827), Schweizer Pädagoge und Sozialreformer                                                             | 1872               | | weitere Bilder   |
| Pfarrgasse Lage                  |            | Pfarrhäuser von Geistlichen der Kreuzkirche                                                                                               |                    | | weitere Bilder   |
| Pillnitzer Straße Lage           |            | Pillnitz, 1950 eingemeindeter Stadtteil von Dresden                                                                                       | 1859               | | weitere Bilder   |
| Pirnaischer Platz Lage           |            | Pirnaisches Tor, ein Stadttor zur Dresdner Festung                                                                                        | 1830               | | weitere Bilder   |
| Pirnaische Straße Lage           |            | Pirna, Stadt bei Dresden | 1859               | Nach der zwischenzeitlichen Überbauung des kriegszerstörten Geländes zu DDR-Zeiten erfolgte die Wiedereinrichtung der Straße nach 1990. | weitere Bilder   |
| Polierstraße Lage                |            | Poliermühle am Weißeritzmühlgraben, 1712 errichtet, 1945 zerstört                                                                         | 1893               | | weitere Bilder   |
| Postplatz Lage                   |            | Postgebäude, bis 1832 errichtet, 1952 abgerissen                                                                                          | 1865               | | weitere Bilder   |
| Prager Straße Lage               |            | Prag, Hauptstadt Tschechiens | 1851               | | weitere Bilder   |
| Räcknitzstraße Lage              |            | Räcknitz, 1902 eingemeindeter Stadtteil von Dresden                                                                                       | 1849               | | weitere Bilder   |
| Rampische Straße Lage            |            | Ramwoltitz, Wüstung in der heutigen Johannstadt                                                                                           | 1839               | | weitere Bilder   |
| Rathausplatz Lage                |            | Neues Rathaus, Sitz der Dresdner Stadtverwaltung, bis 1910 errichtet                                                                      |                    | | weitere Bilder   |
| Rathenauplatz Lage               |            | Walther Rathenau (1867–1922), Industrieller, Politiker und Schriftsteller                                                                 |                    | | weitere Bilder   |
| Reitbahnstraße Lage              |            | Reitbahn einer Einheit der Sächsischen Armee                                                                                              | 1858               | | weitere Bilder   |
| Rietschelstraße Lage             |            | Ernst Rietschel (1804–1861), Bildhauer, Professor an der Kunstakademie Dresden                                                            | 1874               | | weitere Bilder   |
| Ringstraße Lage                  |            | Ringstraße um die Innere Altstadt |                    | | weitere Bilder   |
| Ritzenbergstraße Lage            |            | Ferdinand Eduard Theodor von Ritzenberg († 1849), Rittergutsbesitzer und Stifter                                                          | 1898               | | weitere Bilder   |
| Röhrhofsgasse Lage               |            | Röhrhof, Betrieb zum Bohren und Lagern von Röhrfahrten                                                                                    | 1845               | | weitere Bilder   |
| Rosenstraße Lage                 |            | Gasthaus mit einer Rose im Schild | 1878               | | weitere Bilder   |
| Rosmaringasse Lage               |            | Rosmarin, immergrüner Halbstrauch aus der Familie der Lippenblütler                                                                       |                    | | weitere Bilder   |
| Roßbachstraße Lage               |            | Arwed Roßbach (1844–1902), deutscher Architekt                                                                                            | 2012               | Die Straße war vor der Umbenennung der westliche Teil der durch den Sachsenplatz unterbrochenen Florian-Geyer-Straße. | weitere Bilder   |
| Sachsenplatz Lage                |            | Königreich Sachsen | 1877               | | weitere Bilder   |
| Salzgasse Lage                   |            | Salzsiede- und -speicherhaus, 1587 errichtet                                                                                              |                    | | weitere Bilder   |
| St. Petersburger Straße Lage     |            | St. Petersburg, russische Partnerstadt Dresdens seit 1961                                                                                 |                    | Die St. Petersburger Straße ist abschnittsweise Teil des Rings um die Innere Altstadt und Teil der Bundesstraße 170. Nördlich schließt sich die Carolabrücke, südlich die Straße Am Hauptbahnhof an. | weitere Bilder   |
| Scheffelgasse Lage               |            | Scheffel, altes Raummaß für Schüttgut |                    | | weitere Bilder   |
| Schießgasse Lage                 |            | Dresdner Vogelschießen, ab 1577 von der Schützengilde veranstalteter Wettbewerb                                                           | 1898               | | weitere Bilder   |
| Schloßplatz Lage                 |            | Residenzschloss Dresden, aus einer schon um 1200 bestehenden Burg entstandener Schlossbau, frühere Residenz der Wettiner                  | 1830               | | weitere Bilder   |
| Schloßstraße Lage                |            | Residenzschloss Dresden, aus einer schon um 1200 bestehenden Burg entstandener Schlossbau, frühere Residenz der Wettiner                  | 1858               | | weitere Bilder   |
| Schössergasse Lage               |            | Amtsschösser, spätmittelalterlicher und frühneuzeitlicher Steuereintreiber                                                                |                    | | weitere Bilder   |
| Schreibergasse Lage              |            | Schreiber, bis ins 16. Jahrhundert für ältere Kreuzschüler                                                                                |                    | | weitere Bilder   |
| Schuhmachergasse Lage            |            | Schuhmacher, alter Handwerksberuf | 1862               | | weitere Bilder   |
| Schulgasse Lage                  |            | Kreuzschule, älteste noch bestehende Schule Dresdens                                                                                      |                    | | weitere Bilder   |
| Schulgutstraße Lage              |            | Schulgut, Teil des 1743 begründeten Ehrlichschen Gestifts                                                                                 | 1864               | | Schulgutstraße   |
| Schützengasse Lage               |            | Schützen im Schießhaus | 1840               | | weitere Bilder   |
| Schützenplatz Lage               |            | Schützen im Schießhaus | 1851               | | weitere Bilder   |
| Schweriner Straße Lage           |            | Schwerin, Landeshauptstadt Mecklenburg-Vorpommerns                                                                                        |                    | | weitere Bilder   |
| Seestraße Lage                   |            | Alter See, mittlerweile längst trockengelegtes Gewässer                                                                                   | 1858               | Der Alte Teich/See, auch Oberer See, war einer der beiden Namensgeber von Seestraße, Seetor und Seevorstadt. | weitere Bilder   |
| Seidnitzer Straße Lage           |            | Seidnitz, 1902 eingemeindeter Stadtteil von Dresden                                                                                       | 1866               | | weitere Bilder   |
| Seilergasse Lage                 |            | Seilerbahn, Vorrichtung zur Herstellung von Seilen                                                                                        |                    | | Seilergasse      |
| Sidonienstraße Lage              |            | Prinzessin Sidonie (1834–1862), Tochter des Königs Johann von Sachsen                                                                     | 1855               | | weitere Bilder   |
| Sophienstraße Lage               |            | Sophia (1568–1622), Gemahlin des Kurfürsten Christian I. von Sachsen                                                                      | 1840               | Lage an der Sophienkirche, 1351 errichtet, 1962/63 abgerissen | weitere Bilder   |
| Sporergasse Lage                 |            | Sporer, alter Handwerksberuf |                    | | weitere Bilder   |
| Steinstraße Lage                 |            | Sandstein, im Raum Dresden (Elbsandsteingebirge) verbreitetes Gestein, diente häufig als Baumaterial                                      | 1871               | | weitere Bilder   |
| Sternplatz Lage                  |            | Gasthof zum Goldenen Stern | 1873               | | weitere Bilder   |
| Straßburger Platz Lage           |            | Straßburg, französische Partnerstadt Dresdens seit 1990                                                                                   |                    | | weitere Bilder   |
| Struvestraße Lage                |            | Friedrich Adolph August Struve (1781–1840), Apotheker in Dresden, Erfinder des künstlichen Mineralwassers                                 | 1847               | | weitere Bilder   |
| Taschenberg Lage                 |            | Lage am Taschenberg, einer ehemaligen Erhebung im Bereich des Schlosses                                                                   |                    | | weitere Bilder   |
| Terrassengasse Lage              |            | Brühlsche Terrasse, Teil der Dresdner Befestigungsanlagen, architektonisches Ensemble                                                     | 1853               | | weitere Bilder   |
| Terrassenufer Lage               |            | Brühlsche Terrasse, Teil der Dresdner Befestigungsanlagen, architektonisches Ensemble                                                     | 1879               | Das Terrassenufer ist abschnittsweise Teil des Rings um die Innere Altstadt. | weitere Bilder   |
| Theaterplatz Lage                |            | Königliches Hoftheater, 1841 eröffneter Vorgängerbau der Semperoper, 1869 ausgebrannt und abgerissen                                      | 1840               | | weitere Bilder   |
| Theaterstraße Lage               |            | Königliches Hoftheater, 1841 eröffneter Vorgängerbau der Semperoper, 1869 ausgebrannt und abgerissen                                      |                    | | weitere Bilder   |
| Töpferstraße Lage                |            | Töpfer, alter Handwerksberuf | 1883               | | weitere Bilder   |
| Trompeterstraße Lage             |            | Trompeterschlösschen, altes Dresdner Hotel und Restaurant, 1945 zerstört                                                                  | 1874               | | weitere Bilder   |
| Tuchmachergasse Lage             |            | Tuchmacher, alter Handwerksberuf |                    | Die Tuchmachergasse ist in zahlreichen älteren Stadtplänen unbenannt und manchmal auch unter dem Namen Quergasse oder Quergäßchen eingezeichnet. | Tuchmachergasse  |
| Tzschirnerplatz Lage             |            | Samuel Erdmann Tzschirner (1812–1870), Advokat, Mitglied der sächsischen provisorischen Regierung (1849)                                  |                    | | weitere Bilder   |
| Vitzthumstraße Lage              |            | Rudolf Vitzthum von Apolda (1572–1639), Stifter des Dresdner Vitzthum-Gymnasiums                                                          | 1903               | | weitere Bilder   |
| Waisenhausstraße Lage            |            | Städtisches Waisenhaus, 1764 erbaut, 1903 abgebrochen                                                                                     | 1840               | Die Waisenhausstraße ist mit dem entgegengesetzt führenden Dr.-Külz-Ring Teil des Rings um die Innere Altstadt. | weitere Bilder   |
| Wallstraße Lage                  |            | Dresdner Befestigungswall | 1828               | | weitere Bilder   |
| Walpurgisstraße Lage             |            | Maria Antonia Walpurgis (1724–1780), Gemahlin des Kurfürsten Friedrich Christian von Sachsen                                              | 1860               | | weitere Bilder   |
| Webergasse Lage                  |            | Weber, alter Handwerksberuf |                    | | weitere Bilder   |
| Weinligstraße Lage               |            | Albert Christian Weinlig (1812–1873), Ministerialdirektor, Förderer der sächsischen Industrie                                             | 1873               | | Weinligstraße    |
| Weiße Gasse Lage                 |            | Weiß im Sinne von hell |                    | | weitere Bilder   |
| Wettiner Platz Lage              |            | Wettiner, sächsisches Herrschergeschlecht                                                                                                 | 1898               | | weitere Bilder   |
| Wiener Platz Lage                |            | Wien, Hauptstadt Österreichs | 1903               | Der Tunnel Wiener Platz unterquert den Wiener Platz in Ost-West-Richtung. | weitere Bilder   |
| Wiener Straße Lage               |            | Wien, Hauptstadt Österreichs | 1858               | Die Wiener Straße ist abschnittsweise Teil des 26er Rings. | weitere Bilder   |
| Wilsdruffer Straße Lage          |            | Wilsdruff, Stadt bei Dresden | 1858               | | weitere Bilder   |
| Zahnsgasse Lage                  |            | Zahn, Dresdner Bürgerfamilie im Mittelalter                                                                                               |                    | | weitere Bilder   |
| Ziegelstraße Lage                |            | Ratsziegelscheune, Betrieb zur Herstellung von Ziegeln                                                                                    | 1884               | | weitere Bilder   |
| Zinzendorfstraße Lage            |            | Nikolaus Ludwig von Zinzendorf (1700–1760), Gründer der Herrnhuter Brüdergemeine                                                          | 1892               | | weitere Bilder   |
| Zirkusstraße Lage                |            | Zirkus, Unterhaltungsunternehmen | 1864               | | weitere Bilder   |